# Twee violen en een trommel en een fluit
Twee violen en een trommel en een fluit, ook wel aangeduid met Ei, ei, ei, is een kinderlied. Dit verjaardagslied wordt vooral gezongen in Nederlandse kleuterklassen en peuterspeelzalen, op basisscholen en op verjaardagsfeestjes van kinderen.

## Tekst
De tekst en melodie zijn in verschillende varianten bekend. De eerste regel heeft dezelfde melodie als Sinterklaasje kom maar binnen met je knecht.
Twee violen en een trommel en een fluit
Want Arjan is jarig en de vlaggen hangen uit.
Ei, ei, ei,
(En) we zijn zo blij,
Want Arjan is jarig
En dat (feest) vieren wij!
Ei, ei!
Arjan wordt vervangen door de naam van de jarige. Bij een naam met twee lettergrepen (bijvoorbeeld Anna) wordt het woord "die" toegevoegd, of soms "dus". Bij een naam met slechts één lettergreep wordt bovendien de naam vaak verlengd met -(t)je of -ie. Soms wordt toegevoegd 'met een pannenkoek erbij'. Ook wordt de toevoeging, na "En dat (feest) vieren wij!", "maar niet omdat hij jarig is maar om de lekkernij" veel gezongen op scholen.
Soms wordt direct na vieren wij het lied Staat de koffie nog niet klaar ingezet.